# Василий Бородин
Василий Николаевич Бородин (на руски: Василий Николаевич Бородин) е руски офицер, генерал-лейтанант. Участник в Руско-турската война (1877 – 1878).

## Биография
Василий Бородин е роден на 15 юли 1833 г. в Русия в семейството на потомствен дворянин. Ориентира се към военното поприще. Служи в Дворянския полк и завършва Новгородския кадетски корпус. Произведен е в първо офицерско звание прапоршчик с назначение в 4-ти стрелкови батальон (1854).
Участва в Кримската война от 1853 – 1856 г. Бие се храбро в боевете при Севастопол, Кадъкьой и Инкерман. Награден е с орден „Света Ана“ IV степен с надпис „За храброст“ и е повишен във военно звание подпоручик (1855). Продължава военната си служба в армейската пехота. Назначен е за командир на 10-и стрелкови батальон с повишение във военно звание полковник от 11 май 1877 г.
Участва в Руско-турската война (1877 – 1878). Бие се храбро в състава на дясната колона с командир генерал-майор Владимир Доброволски при превземането на Ловеч на 22 август 1877 г. Бие се храбро при третата атака на Плевен и е контузен. Изтеглен е за лечение в Русия. Награден е със златно оръжие „За храброст“, орден „Света Ана“ II степен и орден „Свети Владимир“ III степен (1877, 1878).
След войната е командир на 94-ти Енисейски пехотен полк (1878). Повишен е във военно звание генерал-майор с назначение за командир на 1-ва бригада от 1-ва пехотна дивизия (1892). Излиза в оставка с право на носене на униформа и повишение във военно звание генерал-лейтенант на 9 октомври 1899 г.
Умира на 9 юли 1910 г. в Торжок.